# Eerste klasse 1960-61 (voetbal België)
Het seizoen 1960/61 van de Belgische Eerste Klasse ging van start in de zomer van 1960 en eindigde in de lente van 1961. De competitie telde 16 clubs. Standard Club Liégeois werd landskampioen. Het was de tweede titel voor Standard, drie jaar na de eerste titel van de club.

## Gepromoveerde teams
Deze teams waren gepromoveerd uit de Tweede Klasse voor de start van het seizoen:
- KSC Eendracht Aalst (kampioen in Tweede)
- VV Patro Eisden (tweede in Tweede)

## Degraderende teams
Deze teams degradeerden naar Tweede Klasse op het eind van het seizoen:
- RCS Verviétois
- VV Patro Eisden

## Titelstrijd
Standard Club Liégeois werd kampioen met een voorsprong van vier punten op stadsgenoot RFC Liégeois. Uittredend kampioen Lierse SK werd pas twaalfde.

## Europese strijd
Standard was als landskampioen geplaatst voor de Europacup voor Landskampioenen van het volgend seizoen. De Beker van België werd dit seizoen nog niet opnieuw gespeeld, zodat er nog geen Belgische club zich plaatste voor de Europese Beker voor Bekerwinnaars van volgend seizoen. Union Saint-Gilloise zou volgend seizoen wel deelnemen aan de Beker der Jaarbeurssteden.

## Degradatiestrijd
VV Patro Eisden en RCS Verviétois eindigden beide afgetekend onderaan en degradeerden.

## Eindstand
|   |    |                             | P  | W  | G  | V  | +  | -  | DS  | Ptn |
| - | -- | --------------------------- | -- | -- | -- | -- | -- | -- | --- | --- |
| K | 1  | R. Standard Club Liégeois   | 30 | 18 | 9  | 3  | 67 | 25 | 42  | 45  |
|   | 2  | RFC Liégeois                | 30 | 15 | 11 | 4  | 50 | 25 | 25  | 41  |
|   | 3  | RSC Anderlechtois           | 30 | 15 | 7  | 8  | 56 | 28 | 28  | 37  |
|   | 4  | R. Beerschot AC             | 30 | 13 | 7  | 10 | 47 | 38 | 9   | 33  |
|   | 5  | R. Daring Club de Bruxelles | 30 | 13 | 7  | 10 | 42 | 44 | -2  | 33  |
|   | 6  | K. Waterschei SV Thor       | 30 | 13 | 6  | 11 | 49 | 39 | 10  | 32  |
|   | 7  | K. Sint-Truidense VV        | 30 | 12 | 7  | 11 | 32 | 33 | -1  | 31  |
|   | 8  | RFC Brugeois                | 30 | 9  | 11 | 10 | 45 | 50 | -5  | 29  |
|   | 9  | R. Antwerp FC               | 30 | 11 | 7  | 12 | 46 | 46 | 0   | 29  |
|   | 10 | KSC Eendracht Aalst         | 30 | 9  | 10 | 11 | 47 | 63 | -16 | 28  |
|   | 11 | ARA La Gantoise             | 30 | 10 | 8  | 12 | 49 | 43 | 6   | 28  |
|   | 12 | K. Lierse SK                | 30 | 10 | 8  | 12 | 45 | 58 | -13 | 28  |
|   | 13 | R. OC de Charleroi          | 30 | 6  | 14 | 10 | 27 | 42 | -15 | 26  |
|   | 14 | Union Royale Saint-Gilloise | 30 | 10 | 3  | 17 | 41 | 57 | -16 | 23  |
| D | 15 | RCS Verviétois              | 30 | 5  | 9  | 16 | 27 | 51 | -24 | 19  |
| D | 16 | VV Patro Eisden             | 30 | 6  | 6  | 18 | 26 | 54 | -28 | 18  |

P: wedstrijden gespeeld, W: wedstrijden gewonnen, G: gelijke spelen, V: wedstrijden verloren, +: gescoorde doelpunten, -: doelpunten tegen, DS: doelsaldo, Ptn: totaal punten
K: kampioen, D: degradeert

## Topscorers
Victor Wegria van RFC Liégeois werd voor de derde maal op rij topschutter. Hij scoorde 23 keer.
1895/96 · 1896/97 · 1897/98 · 1898/99 · 1899/00 · 1900/01 · 1901/02 · 1902/03 · 1903/04 · 1904/05 · 1905/06 · 1906/07 · 1907/08 · 1908/09 · 1909/10 · 1910/11 · 1911/12 · 1912/13 · 1913/14 · 1914/15 · 1915/16 · 1916/17 · 1917/18 · 1918/19 · 
1919/20 · 1920/21 · 1921/22 · 1922/23 · 1923/24 · 1924/25 · 1925/26 · 1926/27 · 1927/28 · 1928/29 · 1929/30 · 1930/31 · 1931/32 · 1932/33 · 1933/34 · 1934/35 · 1935/36 · 1936/37 · 1937/38 · 1938/39 · 1939/40 · 1940/41 · 1941/42 · 1942/43 · 1943/44 · 1944/45 · 1945/46 · 1946/47 · 1947/48 · 1948/49 · 1949/50 · 1950/51 · 1951/52 · 1952/53 · 1953/54 · 1954/55 · 1955/56 · 1956/57 · 1957/58 · 1958/59 · 1959/60 · 1960/61 · 1961/62 · 1962/63 · 1963/64 · 1964/65 · 1965/66 · 1966/67 · 1967/68 · 1968/69 · 1969/70 · 1970/71 · 1971/72 · 1972/73 · 1973/74 · 1974/75 · 1975/76 · 1976/77 · 1977/78 · 1978/79 · 1979/80 · 1980/81 · 1981/82 · 1982/83 · 1983/84 · 1984/85 · 1985/86 · 1986/87 · 1987/88 · 1988/89 · 1989/90 · 1990/91 · 1991/92 · 1992/93 · 1993/94 · 1994/95 · 1995/96 · 1996/97 · 1997/98 · 1998/99 · 1999/00 · 2000/01 · 2001/02 · 2002/03 · 2003/04 · 2004/05 · 2005/06 · 2006/07 · 2007/08 · 2008/09 · 2009/10 · 2010/11 · 2011/12 · 2012/13 · 2013/14 · 2014/15 · 2015/16 · 2016/17 · 2017/18 · 2018/19 · 2019/20 · 2020/21· 2021/22 · 2022/23 · 2023/24 · 2024/25